# Nguyễn Văn Mẹo
Nguyễn Văn Mẹo (sinh ngày 5 tháng 7 năm 1987 tại Bình Định), nghệ danh Hoàng Minh, là một nghệ sĩ cải lương Việt Nam. Anh từng đoạt giải Chuông vàng tại cuộc thi Chuông vàng vọng cổ 2011. 
Năm 2000, Nguyễn Văn Mẹo tham gia lớp học. Năm 2008, anh đã tốt nghiệp trường đại học thuộc nhạc cổ